# Andrew Woolfolk
Andrew Paul Woolfolk II (* 11. Oktober 1950 in San Antonio, Bexar County, Texas, USA; † 24. April 2022 in Aurora, Arapahoe County, Colorado, USA) war ein US-amerikanischer Saxophonist. Von 1973 bis 1993 war er Mitglied der Band Earth, Wind and Fire.

## Leben
Andrew Woolfolk ging auf die East High School in Denver, die neben ihm auch seine späteren Bandkollegen Philip Bailey und Larry Dunn besuchten. Im April 2022 gab Philip Bailey bekannt, dass Woolfolk nach sechsjähriger Krankheit verstorben sei.

## Earth, Wind and Fire
→ Hauptartikel: Earth, Wind and Fire

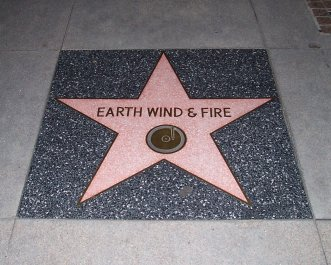
Stern der Band Earth, Wind and Fire auf dem Hollywood Walk of Fame

Woolfolk kam 1973 zu Earth, Wind and Fire und spielte auf allen klassischen Erfolgsalben mit. Er gewann insgesamt 6 Grammys und wurde 14 Mal für einen Grammy nominiert. Als die Band 1984 in eine Pause ging, spielte Woolfolk auf zwei Soloalben von Philip Bailey. Er war einer der wenigen Musiker, die 1987 bei der Wiedervereinigung weiterhin dabei waren. Inzwischen war fast die Hälfte der Band verändert worden. 1993 verließ Woolfolk Earth, Wind and Fire. Als die Band 1999 in die Rock and Roll Hall of Fame aufgenommen wurde, trat Woolfolk ein letztes Mal mit ihr auf. 2007 wurde Woolfolk zusammen mit Philip Bailey und Larry Dunn in die Colorado Music Hall of Fame aufgenommen.

## Weitere Projekte
Woolfolk spielte auch mit vielen weiteren Musikern, z. B. Phil Collins, Level 42, Deniece Williams, Philip Bailey, Stanley Turrentine und Twentynine.

## Diskografie

### Earth, Wind and Fire
→ Hauptartikel: Earth, Wind and Fire/Diskografie

### Weitere Projekte
- Stanley Turrentine - Tender Togetherness (1981)
- Level 42 - Standing in the Light (1983)[9]
- Philip Bailey - The Wonders of His Love (1984)
- Robert Brookins - In the Night(1986)[10]
- Philip Bailey - Triumph (1986)
- Tracie Spencer - Tracie Spencer (1988)[11]
- Gary Taylor - Compassion (1988)[12]
- Gary Taylor - Take Control (1990)[13]
- Josie James - Candles[14]
- Deniece Williams - Gonna Take a Miracle: The Best of Deniece Williams(1996)[15]
- Phil Collins - Dance into the Light (1996)[16]
- Nigel Martinez - So Good (1998)[17]
- Ricky Lawson - First Things 1st (1999)[18]
- Legit - It’s All in the Game (1999)[19]
- Ricky Lawson - Ricky Lawson and Friends (2001)[20]